# Winkelcentra in Delft

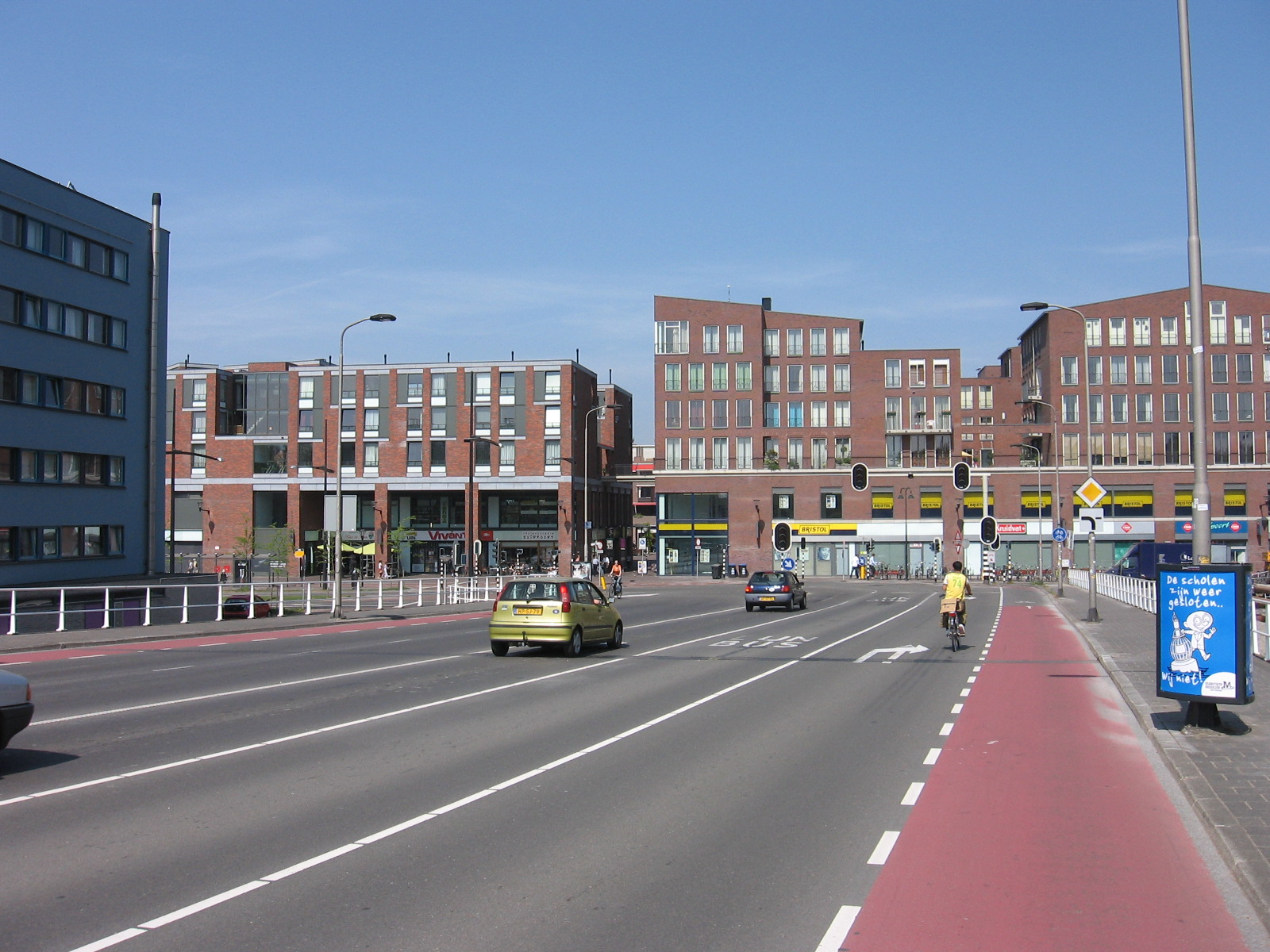
Zuidpoort

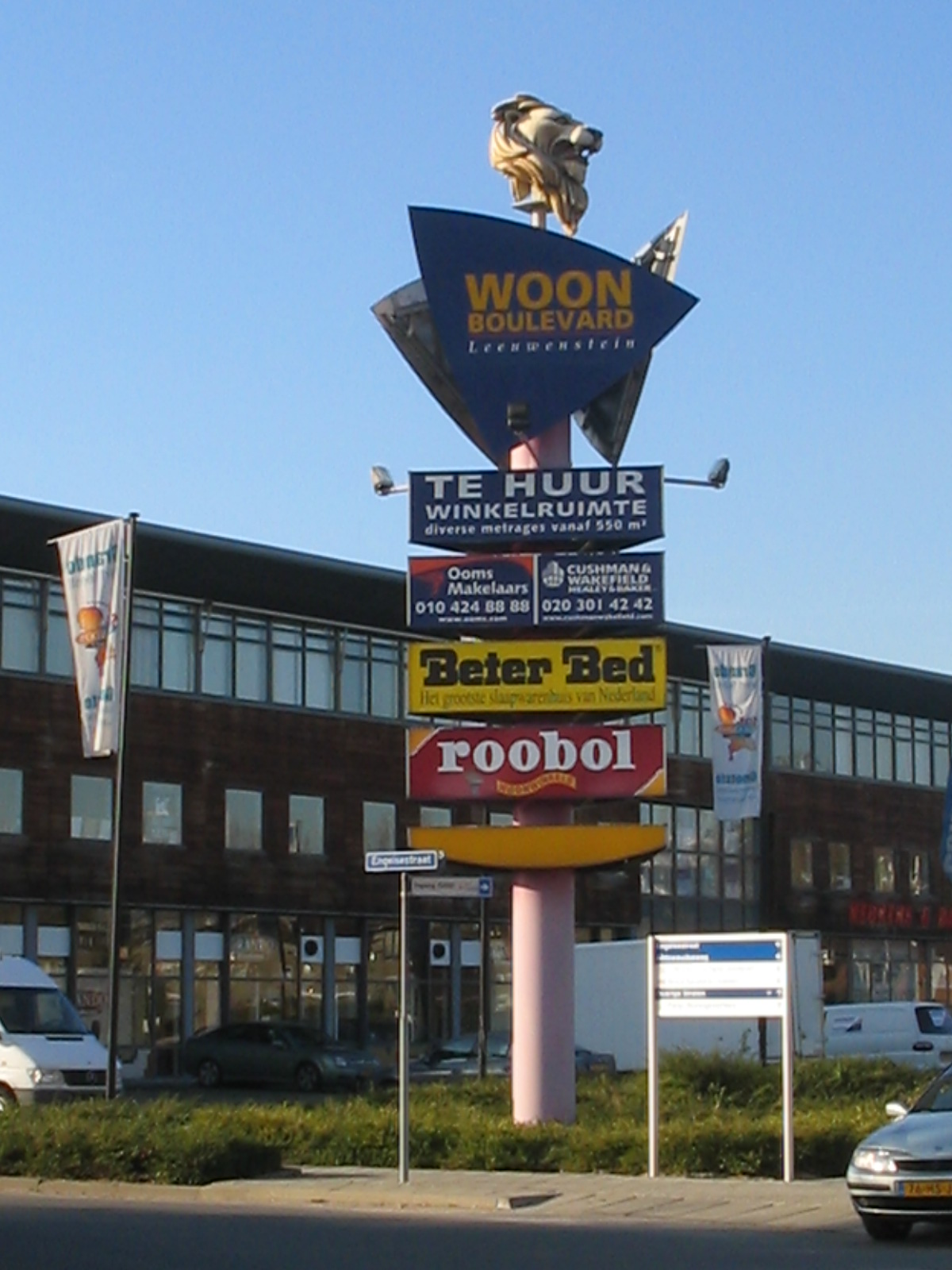
Leeuwenstein, een woonboulevard in Delft

In de Nederlandse stad Delft zijn er verschillende winkelcentra.
Onderstaande tabel geeft een overzicht van een aantal winkelcentra met het aantal winkels en de vloeroppervlakte.
| naam              | aantal winkels | oppervlakte m² |
| ----------------- | -------------- | -------------- |
| De Klis           | 83             | 9303           |
| In de Stede       | 116            | 13079          |
| In de Veste       | 46             | 10494          |
| Zuidpoort         | 13             | 9147           |
| overig Binnenstad | 87             | 9282           |
| In de Hoven       | 88             | 16160          |
| Leeuwenstein      | 20             | 23180          |
| overig Delft      | 163            | 55941          |
| totaal            | 616            | 146586         |